# Almaz Alsenov
Almaz Alsenov (né le 14 août 1981) est un entrepreneur, philanthrope et ancien judoka professionnel né au Kazakhstan. Il est le fondateur du groupe Harvest, conseiller du président de la Fédération internationale de judo et président du club JENYS (Kazakhstan).

## Biographie

### Éducation
Almaz Alsenov a fréquenté l'école n° 88 de Karaganda, au Kazakhstan, et a obtenu en 2002, une licence en gestion et en économie à l'Institut des sciences humaines d'Eurasie.
En 2006, il a obtenu un diplôme en ingénierie géophysique (exploitation minière) à l'université technique d'État de Karaganda et, en 2007, il a obtenu un MBA en gestion d'entreprise à l'université de gestion d'Almaty.

### Judo
Almaz Alsenov est un kazakh, ceinture noire 5ème Dan, qui a remporté de nombreux championnats nationaux de judo. De 1997 à 2004, il a fait partie de l'équipe nationale de judo du Kazakhstan.
En 2000, il remporte une médaille de bronze aux Championnats asiatiques juniors à Hong Kong, et une médaille d'or aux Masters internationaux des moins de 21 ans à Brême, en Allemagne.
De 2011 à 2015, Almaz Alsenov occupe les fonctions de directeur du marketing et de membre du comité exécutif de l'Union de judo d'Asie. De 2015 à 2022, il a également été membre du conseil consultatif de l'Union européenne de judo.
En 2022, Almaz Alsenov est nommé président du conseil d'administration du club de judo professionnel JENYS au Kazakhstan,.
Depuis 2023, il est conseiller du président de la Fédération internationale de judo,,.
Pendant le mandat d'Almaz Alsenov à l'Union asiatique de judo, le judo au Kazakhstan a connu un développement rapide, produisant à la fois des champions du monde et des médaillés olympiques. 
En 2024, le président Kassym-Jomart Tokaïev a personnellement décerné à Almaz l'Ordre de Kurmet pour ses contributions au judo. Cette distinction lui a été remise lors d'une cérémonie célébrant les athlètes olympiques pour leurs performances aux Jeux Olympiques de Paris 2024,,,.

### Business
En 2015, Almaz Alsenov a fondé Harvest Group, un groupe international de négociation et de distribution de produits agricoles,.
En 2023, Almaz Alsenov et Anel Alsenova ont reçu le prix EY Entrepreneur Of The Year dans la catégorie « Services et Commerce » en tant que fondateurs de Harvest Group.
Harvest Group s'est également qualifié en tant que finaliste pour EY Entrepreneur Of The Year 2023, et est classé 53ème dans la liste Forbes des hommes d'affaires les plus riches du Kazakhstan. 

## Vie personnelle
Almaz Alsenov vit à Morges, en Suisse, et est marié.
Sa mère, Gulshara Mukusheva (née le 22 mai 1955), est professeur et titulaire d'un doctorat en sciences techniques. Elle est directrice du lycée technique et présidente du comité syndical de l'université technique de Karaganda.
Son père, Jenys Kamenovich Alsenov (né le 6 février 1945), possède un diplôme en sciences techniques et est professeur associé. Il a travaillé au département des machines et équipements miniers de l'université technique de Karaganda. En l'honneur de son père, le premier club de judo professionnel du Kazakhstan, « Jenys », a été créé et un tournoi international, la « Coupe Jenys », est organisé par le club.
Son grand-père, Mayzhan Mukushevich Mukushev, était docteur en sciences techniques (1974), professeur (1976) et lauréat du prix d'État de l'URSS (1972).